# WXV 2023
WXV 2023 (in inglese 2023 WXV) fu la 1ª edizione del WXV, competizione internazionale per squadre nazionali di rugby a 15 femminile organizzata su base annua da World Rugby.
Organizzato su tre divisioni, ciascuna di esse si tenne presso un diverso Paese ospite nel periodo tra ottobre e novembre 2023: la prima si svolse in Nuova Zelanda, la seconds in Sudafrica e la terza negli Emirati Arabi Uniti.
Le Isole britanniche si assicurarono tutti i livelli del torneo: l'Inghilterra fu campionessa assoluta della competizione, avendone vinto la prima divisione a punteggio pieno davanti alla coppia Australia - Canada, giunta seconda a pari merito.
La Scozia vinse la seconda divisione sebbene a pari punteggio in classifica con l'Italia grazie alla migliore differenza punti fatti/subiti, mentre invece la terza divisione fu appannaggio dell'Irlanda, che proprio nell'ultima giornata ebbe la meglio sulla Spagna, sua contendente al titolo finale.
Per la qualificazione alla edizione inaugurale del torneo World Rugby utilizzò i piazzamenti nei principali tornei internazionali femminili come specificato in seguito.

## Formato
Al torneo parteciparono 18 squadre ripartite su tre divisioni di merito.
La ripartizione in divisioni per la prima edizione fu determinata dai piazzamenti delle squadre nei propri tornei continentali o regionali.
All'interno di ogni divisione, le sei squadre furono ripartite in due gironi da tre, e ogni squadra di un girone affrontò tutte quelle dell'altro; per ogni divisione la classifica fu cumulativa.
Non furono previste, per tale stagione, promozioni e retrocessioni tra la prima e la seconda divisione, ma solo tra la seconda e la terza.

### WXV 1
Il torneo si tenne dal 20 ottobre al 4 novembre 2023 ad Auckland, Dunedin e Wellington, in Nuova Zelanda.
Le qualificate a tale divisione di torneo furono:
- Europa: le tre migliori classificate del Sei Nazioni 2023.
- Americhe / Oceania: le tre migliori classificate del Pacific Four 2023[5].

Le tre europee qualificate furono Inghilterra, Francia e Galles; le tre del Pacific Four Series furono invece Nuova Zelanda, Canada e Australia.

### WXV 2
Il torneo si tenne a Città del Capo, in Sudafrica, dal 14 al 28 ottobre 2023.
Le qualificate a tale divisione di torneo furono:
- la quarta classificata del citato Sei Nazioni 2023;
- la quarta classificata del citato Pacific Four 2023[5];
- la squadra campione d'Africa 2023;
- la squadra campione d'Asia 2023;
- la squadra campione d'Oceania 2023;
- la vincitrice dello spareggio tra la quinta classificata del Sei Nazioni 2023 e la squadra campione d'Europa 2023.

Le squadre europee qualificate furono la Scozia, quarta al Sei Nazioni, e l'Italia, quinta classificata a detto torneo e vincitrice dello spareggio contro la Spagna campione d'Europa.
Le tre campioni continentali ammesse furono Sudafrica, Giappone e Samoa.
Gli Stati Uniti accedettero alla seconda divisione in quanto quarti classificati del Pacific Four Series.
L'ultima classificata della divisione WXV 2 retrocedette in WXV 3 2024, rimpiazzata dalla vincitrice del WXV 3.

### WXV 3
Il torneo si tenne a Dubai, capitale degli Emirati Arabi Uniti, dal 14 al 28 ottobre 2023.
Le qualificate a tale divisione di torneo furono:
- la sesta classificata del citato Sei Nazioni 2023;
- la seconda classificata del campionato d'Africa;
- la seconda classificata del campionato d'Asia;
- la seconda classificata del campionato d'Oceania;
- la perdente del citato spareggio europeo tra Italia e Spagna[4][7].
- la vincitrice dello spareggio sudamericano tra Brasile e Colombia[9].

Dall'Europa giunse l'Irlanda, sesta del Sei Nazioni; le tre vicecampioni continentali d'Africa, Asia e Oceania furono rispettivamente Kenya, Kazakistan e Figi.
Lo spareggio sudamericano fu altresì appannaggio della Colombia, vincitrice nel doppio confronto col Brasile con un punteggio complessivo di 54-41; la Spagna, sconfitta dall'Italia nello spareggio, fu l'ultima in ordine di tempo ad aggiungersi al gruppo.
La vincente della divisione WXV 3 fu promossa in WXV 2 2024 rimpiazzando l'ultima classificata di tale divisione; la sesta classificata della WXV 3 è destinata, altresì, a spareggiare contro la non partecipante alla competizione con il miglior ranking World Rugby.

## Spareggi preliminari

### Sudamerica
| Arbitro: | Federico Solari |

|                                |      |                                   |
| Álvarez 15’, 42’ Gutierrez 21’ | mt   | 34’ Valente 45’ Santini 74’ Gomes |
| Arzuaga 55’                    | tr   | 45’ Valente                       |
| Arzuaga 15’, 21’, 42’          | c.p. | 12’, 67’ Valente                  |

| Arbitro: | Federico Solari |

|                              |      |                               |
| Campos 6’ tecnica 76’, 80+1’ | mt   | 36’, 47’, 52’ Soto 70’ Mestra |
|                              | tr   | 52’, 70’ Arzuaga              |
|                              | c.p. | 4’, 19’ Arzuaga               |

### Europa
| Arbitro: | Aimee Barrett-Theron |

|                                                      |      |  |
| Giordano 35’ D’Incà 40+2’ Vecchini 60’ Granzotto 72’ | mt   |  |
| Sillari 3’                                           | c.p. |  |

## Squadre partecipanti
| WXV 1         | WXV 2       | WXV 3      |
| ------------- | ----------- | ---------- |
| Francia       | Giappone    | Figi       |
| Galles        | Samoa       | Irlanda    |
| Inghilterra   | Scozia      | Kazakistan |
| Nuova Zelanda | Sudafrica   | Kenya      |
| Canada        | Stati Uniti | Colombia   |
| Australia     | Italia      | Spagna     |

## WXV 1

### Risultati
| Data       | Incontro                    | Risultato | Sede       |
| ---------- | --------------------------- | --------- | ---------- |
| 19-10-2023 | Inghilterra – Australia     | 42-7      | Wellington |
| 20-10-2023 | Canada – Galles             | 42-22     | Wellington |
| 20-10-2023 | Nuova Zelanda – Francia     | 17-18     | Wellington |
| 27-10-2023 | Inghilterra – Canada        | 45-12     | Dunedin    |
| 27-10-2023 | Nuova Zelanda – Galles      | 70-7      | Dunedin    |
| 27-10-2023 | Francia – Australia         | 20-29     | Dunedin    |
| 3-11-2023  | Australia – Galles          | 25-19     | Auckland   |
| 4-11-2023  | Francia – Canada            | 20-29     | Auckland   |
| 4-11-2023  | Inghilterra – Nuova Zelanda | 33-12     | Auckland   |

#### Classifica
| Pos | Squadra       | G | V | N | P | PF  | PS  | P±  | BP | PT |
| --- | ------------- | - | - | - | - | --- | --- | --- | -- | -- |
| 1   | Inghilterra   | 3 | 3 | 0 | 0 | 120 | 31  | 89  | 3  | 15 |
| 2   | Canada        | 3 | 2 | 0 | 1 | 83  | 87  | −4  | 2  | 10 |
| 3   | Australia     | 3 | 2 | 0 | 1 | 61  | 81  | −20 | 2  | 10 |
| 4   | Nuova Zelanda | 3 | 1 | 0 | 2 | 99  | 58  | 41  | 2  | 6  |
| 5   | Francia       | 3 | 1 | 0 | 2 | 58  | 75  | −17 | 0  | 4  |
| 6   | Galles        | 3 | 0 | 0 | 3 | 48  | 137 | −89 | 1  | 1  |

## WXV 2

### Risultati
| Data       | Incontro             | Risultato | Sede           |
| ---------- | -------------------- | --------- | -------------- |
| 13-10-2023 | Italia – Giappone    | 28-15     | Stellenbosch   |
| 13-10-2023 | Scozia – Sudafrica   | 31-17     | Stellenbosch   |
| 14-10-2023 | Stati Uniti – Samoa  | 36-26     | Stellenbosch   |
| 20-10-2023 | Stati Uniti – Scozia | 14-14     | Città del Capo |
| 20-10-2023 | Italia – Sudafrica   | 36-18     | Città del Capo |
| 21-10-2023 | Giappone – Samoa     | 32-10     | Città del Capo |
| 27-10-2023 | Scozia – Giappone    | 38-7      | Città del Capo |
| 27-10-2023 | Sudafrica – Samoa    | 33-7      | Città del Capo |
| 28-10-2023 | Stati Uniti – Italia | 8-30      | Città del Capo |

#### Classifica
| Pos | Squadra     | G | V | N | P | PF | PS  | P±  | BP | PT |
| --- | ----------- | - | - | - | - | -- | --- | --- | -- | -- |
| 1   | Scozia      | 3 | 3 | 0 | 0 | 93 | 38  | 55  | 3  | 15 |
| 2   | Italia      | 3 | 3 | 0 | 0 | 94 | 41  | 53  | 3  | 15 |
| 3   | Sudafrica   | 3 | 1 | 0 | 2 | 68 | 74  | −6  | 1  | 5  |
| 4   | Giappone    | 3 | 1 | 0 | 2 | 54 | 76  | −22 | 1  | 5  |
| 5   | Stati Uniti | 3 | 1 | 0 | 2 | 58 | 80  | −22 | 1  | 5  |
| 6   | Samoa       | 3 | 0 | 0 | 3 | 43 | 101 | −58 | 1  | 1  |

## WXV 3

### Risultati
| Data       | Incontro             | Risultato | Sede  |
| ---------- | -------------------- | --------- | ----- |
| 13-10-2023 | Figi – Colombia      | 67-13     | Dubai |
| 13-10-2023 | Irlanda – Kazakistan | 109-0     | Dubai |
| 14-10-2023 | Spagna – Kenya       | 32-0      | Dubai |
| 20-10-2023 | Kazakistan – Kenya   | 18-12     | Dubai |
| 20-10-2023 | Spagna – Figi        | 26-19     | Dubai |
| 21-10-2023 | Irlanda – Colombia   | 64-3      | Dubai |
| 27-10-2023 | Kazakistan – Figi    | 0-118     | Dubai |
| 27-10-2023 | Kenya – Colombia     | 21-5      | Dubai |
| 28-10-2023 | Irlanda – Spagna     | 15-13     | Dubai |

#### Classifica
| Pos | Squadra    | G | V | N | P | PF  | PS  | P±   | BP | PT |
| --- | ---------- | - | - | - | - | --- | --- | ---- | -- | -- |
| 1   | Irlanda    | 3 | 3 | 0 | 0 | 188 | 16  | 172  | 2  | 14 |
| 2   | Figi       | 3 | 2 | 0 | 1 | 204 | 39  | 165  | 3  | 11 |
| 3   | Spagna     | 3 | 2 | 0 | 1 | 71  | 34  | 37   | 2  | 10 |
| 4   | Kenya      | 3 | 1 | 0 | 2 | 33  | 55  | −22  | 1  | 5  |
| 5   | Kazakistan | 3 | 1 | 0 | 2 | 18  | 239 | −221 | 0  | 4  |
| 6   | Colombia   | 3 | 0 | 0 | 3 | 21  | 152 | −131 | 0  | 0  |